# TROAP
TROAP‏ (Tastin) هوَ بروتين يُشَفر بواسطة جين TROAP في الإنسان.